# Відносини Судан — Європейський Союз
Відносини Європейського Союзу та Судану — це міжнародні відносини між Європейським Союзом (ЄС) та Республікою Судан.

## Історія
Співпраця Європейського економічного співтовариства (ЄЕС) з Суданом — членом Організації держав Африки, Карибського басейну та Тихого океану (АКТ) — відбувалася під егідою Ломейської конвенції. Після судового перевороту 1989 року та порушення прав людини Європейське Співтовариство призупинило надання допомоги на розвиток у березні 1990 року. За відсутності законодавчої бази для розвитку, заборонити кошти гуманітарної допомоги, надані через ECHO, відносини були припинені. У 1999 році діалог відновився.
Після революції в Судані та встановлення уряду на чолі з громадянами у вересні 2019 року ЄС пообіцяв підтримати консолідацію суданського переходу до демократії. У червні 2020 року ЄС став співорганізатором Конференції високого рівня щодо партнерства з Суданом, де Комісія ЄС пообіцяла виділити 312 мільйонів євро на допомогу постраждалому від кризи Судану на додаток до економічної підтримки, наданої окремими державами-членами ЄС.

### Цитати
1. ↑  Lehtinen, 2001, с. 20.
2. ↑  Lehtinen, 2001, с. 21.
3. 1 2  Cumming, 2015, с. 475.
4. ↑  EU-Sudan relations (PDF). European External Action Service. June 2020.
5. ↑  Int'l conference pledges 1.8 bln USD to help crisis-stricken Sudan. Big News Network. 26 червня 2020.